# Sussex Marble

Kapelle von Edward dem Bekenner aus Sussex-Marmor in Westminster Abbey

Sussex Marble (deutsch: Sussex-Marmor), auch Petworth Marble oder Winklestone genannt, ist ein Kalkstein, der als Marmor bezeichnet wird, da er polierfähig ist und historisch so benannt wurde. Gesteinskundlich ist es kein Marmor, denn Marmore sind metamorphe (umgewandelte) Gesteine. In West Sussex entstand dieser Kalkstein im Süßwasser. Sussex-Marmor hat kunst- und bauhistorische Bedeutung für Kirchenbauten in Südengland.

## Geologie und Vorkommen
Die Ablagerungen des Sussex Marble entstanden im Gebiet von Sussex vor etwa 85 bis 60 Millionen Jahren in einem warmen Meer und in der Zeit vor 60 bis 2,3 Millionen Jahren im Wechsel der Entstehung von Seen und tropischen Flussmündungen. Dieser Kalkstein setzt sich vor allem aus versteinerten Gastropoden und Viviparus-Schnecken zusammen. Die versteinerten Schnecken sind durchaus größer als diejenigen, die sich im Purbeck Marble befinden, und er unterscheidet sich auch mit seinen hellen carbonatisierten Muschelresten in dunklem Steinmaterial.
Die Gewinnung hatte sich im Gebiet des Anwesens des Earl Egremont bei Kirdford konzentriert, wo es Steinmetzen bei der Ortschaft Plaistow gab. Ferner wurde das Gestein bei Petworth und Nord Chapel sowie in kleineren Vorkommen an weiteren Stellen abgebaut.

## Historischer Gebrauch

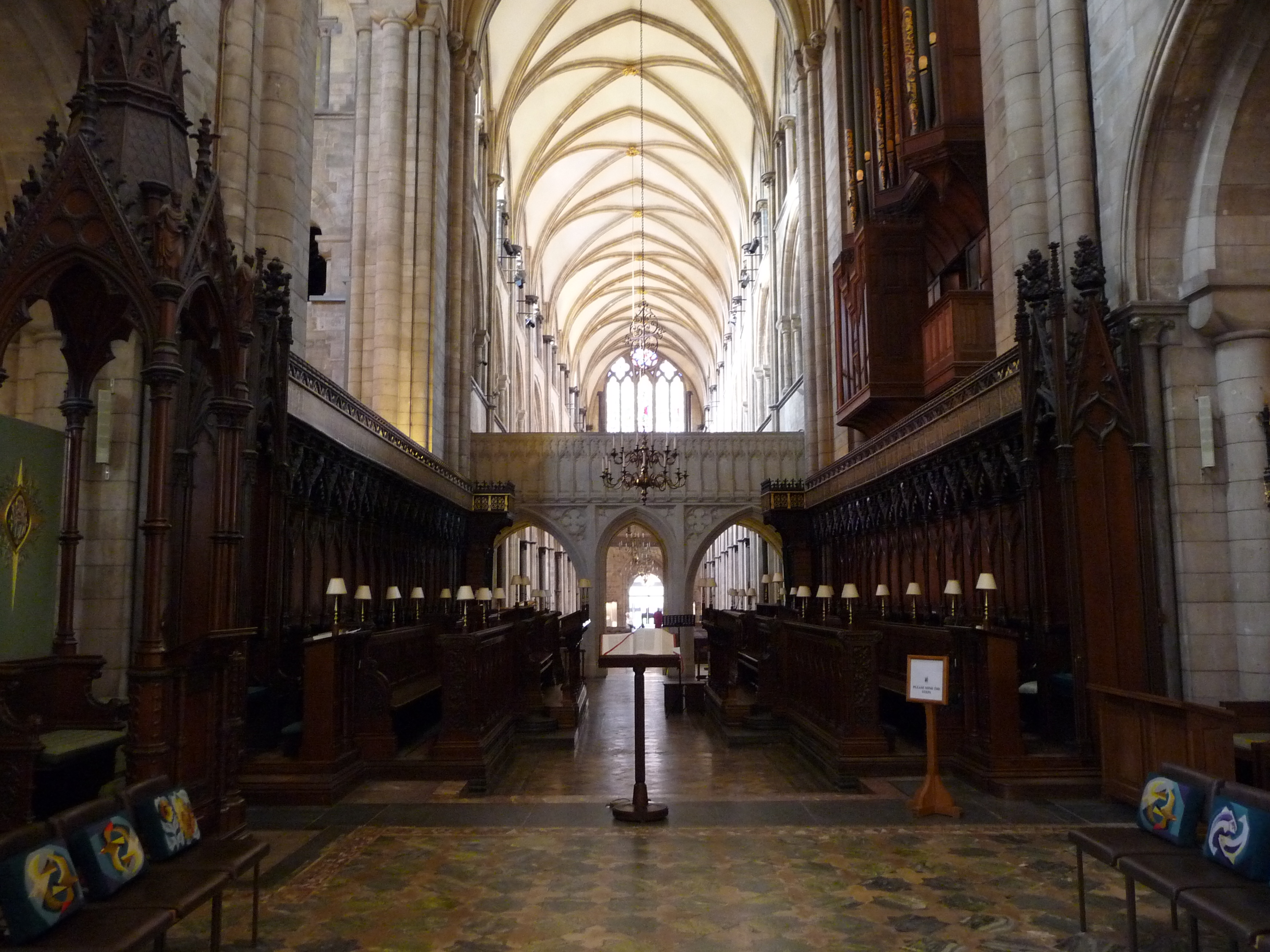
Das Kirchenschiff der Kathedrale von Chichester aus Sussex-Marmor

Die profilierten Werksteine des Kirchenschiffs der Kathedrale von Chichester (1076) sind sowohl aus Purbeck Marble als auch aus Sussex Marble hergestellt, die letzten Pfeiler des oberen Triforiums zeigen Reste von zertrümmerten Muschelschalen.
Verwendet wurde Sussex Marble am Westminster Abbey außen, aber auch innen in der Kapelle von Edward dem Bekenner (1004–1066), für die Grablegen von Edward III (1312–1377) und Richard II (1367–1400) sowie seiner Gemahlin, die aus grauem „Petworth Marble“ gefertigt sind. Der Sitz des Erzbischofs in der Kathedrale von Canterbury ist aus einem Stück Sussex Marble geformt.
Sussex Marble wurde für Kamine im Petworth House, einem Herrenhaus, verwendet.
Im frühen 18. Jahrh. stand Sussex Marble im Wettbewerb mit vielen Natursteinen, die üblicherweise vom Kontinent importiert wurden.

## Heute
Dieser Kalkstein ist heutzutage nicht lieferbar und seit etwa 200 Jahren werden Restaurierungen von Werksteinen aus Sussex Marble in Purbeck Marble ersetzt, der auch als verwitterungsfester gilt. Die Gewinnung und Verarbeitung dieses Kalksteins findet schon seit langem nicht mehr statt, obwohl zurzeit an der Grenze zwischen Surrey und Sussex neue Gesteinsvorkommen durch Baumaßnahmen freilegt werden. 
Die Qualität dieses Natursteins entdeckte der britische Steinbildhauer Jon Edgar nach einer Periode von nahezu 200 Jahren wieder und verarbeitet noch vorhandene Reste von Werksteinen zu Skulpturen. Er reaktiviert dabei die Bearbeitungsmethoden dieses Natursteins und ist sich der Stärken und Schwächen dieses Materials bewusst.